# Гонка (фильм, 2008)
«Гонка» (англ. Race) — индийский фильм 2008 года режиссёров Аббас и Мастан Бурмавалла.
Основные съемки проходили в Дурбане и Дубае. Является ремейком на, снятый в Голливуде, фильм 1998 года — «Прощай, любовник». Стал четвёртым по величине кассовых сборов фильмом Болливуда 2008 года. Фильм был номинирован на Filmfare Awards за лучший сценарий и лучшую музыку к фильму, но ни одной статуэтки не получил. В 2013 году вышел сиквел фильма «Гонка 2»

## Сюжет
После смерти отца два брата Ранвир и Раджив Сингх живут в своё удовольствие, так как отец им оставил хорошее наследство, в том числе ипподром. Старший брат — Ранвир, привыкший идти на риск и висеть на волоске от смерти, с головой погружен в управление ипподромом и проведение скачек. Младший — Раджив ведет праздный образ жизни, целиком и полностью завися от брата, пока брат не попадает в автомобильную аварию…
Выйдя из больницы, Ранвир решается познакомить брата со своей подругой Сонией. Красавица сразу привлекает внимание Раджива. Тому удается раскопать тайны её прошлого и, под угрозой их раскрытия, добиться согласия на сотрудничество. Ранвир начинает беспокоиться по поводу чрезмерного употребления братом алкоголя. Тот обещает завязать со спиртным, если брат уступит ему девушку. Ранвир соглашается из любви к брату, и вскоре Раджив и Сония женятся.
Однако их брак — всего лишь видимость семьи. Между Сонией и Ранвиром возникает связь. Но и это входит в планы Раджива. Используя измену жены как предлог, он планирует выманить брата на крышу небоскреба и сбросить оттуда, выдав случившееся за несчастный случай. Сония рассказывает своему любовнику о планах его брата и обещает помочь, но в назначенный день помогает вытолкнуть его с крыши.
Всё это было затеяно Радживом ради наследства, вот только на следующий день выясняется, что Ранвир успел жениться на своей секретарше Софии, и главная наследница теперь — она. Раджив дает жене конверт с деньгами и фотографией и поручает передать его наемному убийце, который устранит их конкурентку. Вскоре после этого на Сонию нападают.
Тем временем инспектор Д'Коста, расследуя обстоятельства смерти Ранвира Сингха, выясняет, что тот никогда не женился на Софии. Как его секретарю ей не составило труда получить его подпись на бланке, а затем подменить им выданный в свадебной конторе. Ранвира же изображал его брат. Он и София с самого начала были в сговоре. И когда Раджив нанимал киллера, то в конверт с деньгами положил не её фотографию, а своей жены, которая теперь стала ему не нужна.
Инспектор требует деньги за молчание, и Раджив вынужден отдать ему крупную сумму. Но выясняется, что кое-кто ещё знает о преступлении. И этот кто-то хочет отомстить.

## В ролях
| Актёр         | Роль                          |
| ------------- | ----------------------------- |
| Саиф Али Кхан | Ранвир Сингх                  |
| Акшай Кханна  | Раджив Сингх                  |
| Бипаша Басу   | Соня                          |
| Катрина Каиф  | София, секретарь Ранвира      |
| Анил Капур    | инспектор Роберт Д'Коста      |
| Самира Редди  | Мини, помощница инспектора    |
| Джонни Левер  | Макс, глава свадебной конторы |
| Далип Тахил   | Кабир, конкурент Ранвира      |

## Саундтрек
Все тексты написаны Самиром, вся музыка написана Притамом.
| №  | Название                              | Исполнители                       | Длительность |
| -- | ------------------------------------- | --------------------------------- | ------------ |
| 1. | «Race Saanson Ki»                     | Нирадж Шридхар, Сунидхи Чаухан    | 4:50         |
| 2. | «Pehli Nazar Mein»                    | Атиф Аслам, Нирадж Шридхар        | 5:14         |
| 3. | «Dekho Nashe Mein»                    | КК, Шаан, Сунидхи Чаухан          | 4:11         |
| 4. | «Mujh Pe Toh Jadoo»                   | Таз, Апаче Индиан, Сунидхи Чаухан | 4:41         |
| 5. | «Zara Zara Touch Me»                  | Монали Тхакур                     | 4:32         |
| 6. | «Race Is on My Mind»                  | Нирадж Шридхар, Сунидхи Чаухан    | 5:00         |
| 7. | «Dekho Nashe Mein» (Latin Fiesta Mix) | КК, Шаан, Сунидхи Чаухан          | 4:22         |
| 8. | «Zara Zara Touch Me» (Asian Rnb Mix)  | Монали Тхакур                     | 4:47         |
| 9. | «Khwab Dekhe» (Sexy Lady)             | Нирадж Шридхар, Монали Тхакур     | 4:40         |